# Thala
Thala es una comuna (khum) del distrito de Thala Barivat, en la provincia de Stung Treng, Camboya. En marzo de 2008 tenía una población estimada de 4483 habitantes.
Se encuentra ubicada al noreste del país, a escasa distancia de la confluencia de los ríos Mekong y Tonlé San, y de la frontera con Laos.